# Lucius Iulius Caesar (Proquästor)
Lucius Iulius Caesar († 46 v. Chr.) war ein römischer Politiker der späten Republik. Er war der Sohn des gleichnamigen Konsuls des Jahres  64 v. Chr. und Cousin 2. Grades des berühmten Gaius Iulius Caesar.
Im Gegensatz zu seinem Vater war der jüngere Lucius Caesar ein Anhänger des Pompeius. Nachdem Gaius Iulius Caesar im Jahr 49 v. Chr. den Rubikon überschritten und damit den Bürgerkrieg ausgelöst hatte, reiste er mit dem Prätor Lucius Roscius Fabatus und anderen Senatoren im Auftrag des Senates nach Ariminum, um mit Caesar zu verhandeln. Zusätzlich zum offiziellen Auftrag des Senates überbrachte Lucius Caesar auch private Verhandlungsvorschläge des Pompeius an Caesar. Vermutlich gehörte Lucius Caesar bereits dem Senat an, war also spätestens 50 v. Chr. Quästor gewesen.
Nach den Verhandlungen in Ariminum begab er sich mit Roscius nach Capua und überbrachte Pompeius, den Konsuln und Teilen des Senats, die sich dorthin aus Rom geflüchtet hatten, einen Gegenvorschlag Caesars. Mit der Antwort reisten Lucius Caesar und Roscius noch einmal zu Gaius Caesar.
Im ausbrechenden Bürgerkrieg stellte sich Lucius Caesar auf die Seite des Senats und des Pompeius und diente überwiegend in Africa. Während Gaius Iulius Caesar sich gegen die Pompeianer in Spanien richtete und Massilia belagerte, sollte Gaius Scribonius Curio den Gegner in Sizilien und in der Provinz Africa bekämpfen. Curio schiffte sich mit zwei Legionen von Sizilien aus Richtung Nordafrika ein und landete in der Nähe des Ortes Anquillaria. Lucius Caesar wollte das Landeunternehmen Curios verhindern. Mit zehn Kriegsschiffen lauerte er der gegnerischen Flotte bei Clupeae auf, einem Ort 22 Meilen entfernt von Anquillaria. Der Versuch, Curios Flotte aufzuhalten, misslang und Lucius Caesar flüchtete vor der gegnerischen Übermacht. Er floh mit seinem gedeckten Dreiruderer an den nächsten Strand und schlug sich zu Fuß zur Stadt Hadrumentum durch. Die Stadt wurde von Gaius Considius Longus mit einer Legion gehalten.
Nach dem misslungenen Feldzug Curios verblieb Lucius Caesar weiterhin in Afrika und diente auf Seiten der Pompeianer als Proquästor unter Marcus Porcius Cato. Obwohl er im Jahr 46 v. Chr. von Gaius Iulius Caesar begnadigt wurde, verblieb er in Afrika und wurde später im Jahr ermordet, unklar ob auf Veranlassung Gaius Caesars.